# دیوید مونیوس (بازیکن فوتبال)
دیوید مونیوس (انگلیسی: David Muñoz؛ زادهٔ ۹ ژوئیهٔ ۱۹۹۷) بازیکن فوتبال اهل اسپانیا است.
از باشگاه‌هایی که در آن بازی کرده‌است می‌توان به باشگاه فوتبال رئال ساراگوسا اشاره کرد.